# Carretera Central (Cuba)
Pour les articles homonymes, voir Carretera Central.

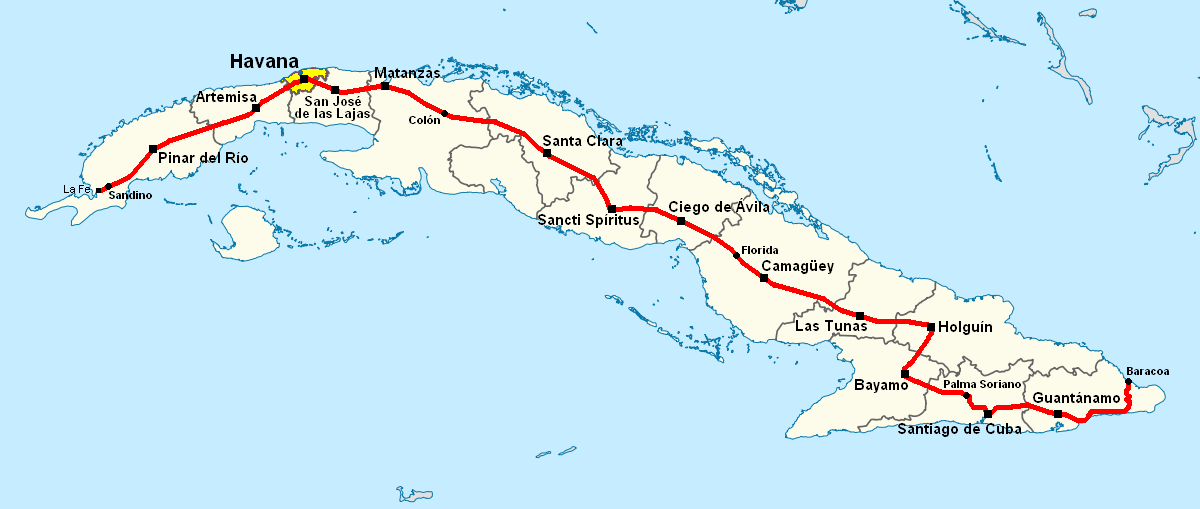
Carte de l'île avec la Carretera Central

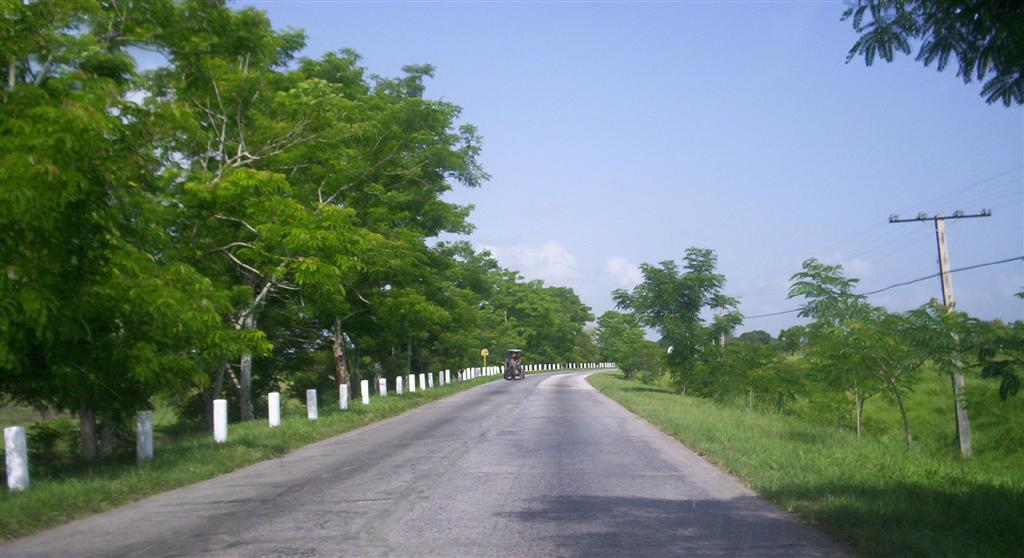
La Carretera Central dans la province de Villa Clara.

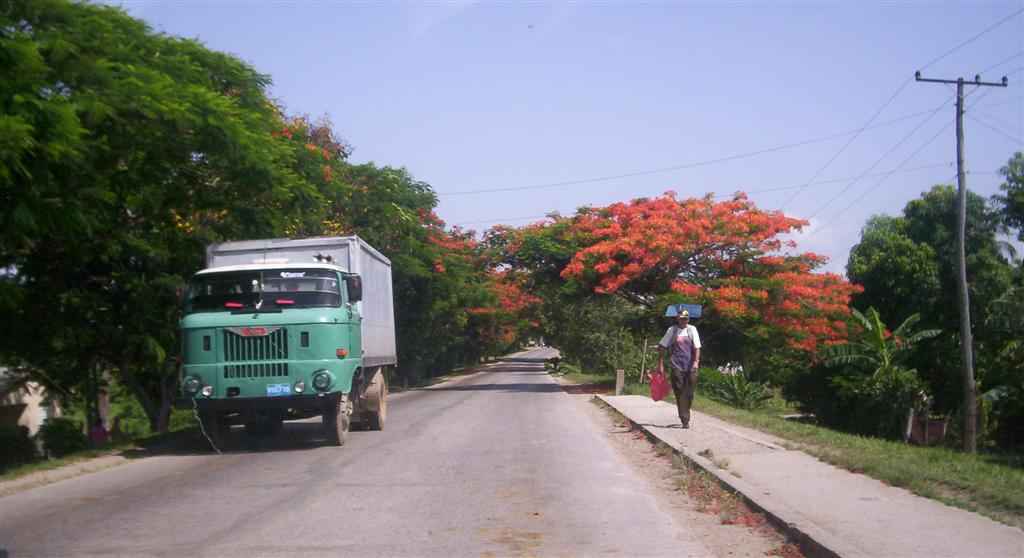
La Carretera Central près de Santo Domingo.

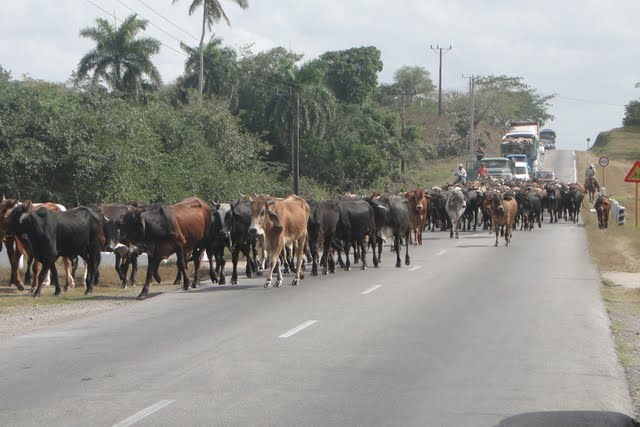
Embouteillage sur la Carretera Central.

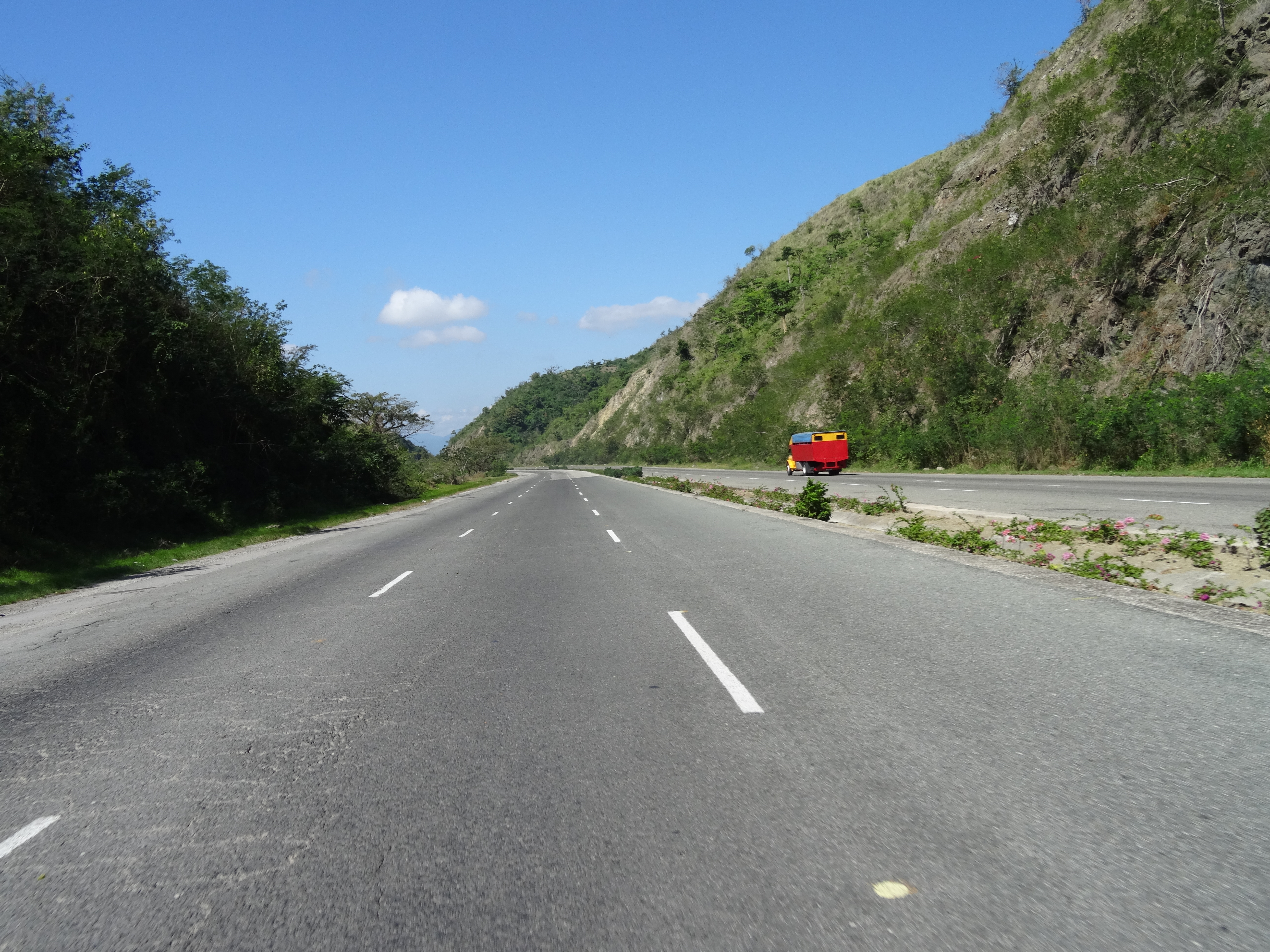
Carretera Central : deux fois trois voies dans la province de Camagüey.

La Carretera Central (en français « Route centrale ») est une route de 1 250 km de longueur, qui traverse l'île de Cuba de la localité de La Fe (municipalité de Sandino) dans la province de Pinar del Río à l'ouest, à celle de Baracoa dans la province de Guantanamo à l'est.

## Description
Cet ouvrage, une route simple bi-directionnelle d'une importance vitale pour le pays fut construit sous l'administration de Gerardo Machado. Les travaux commencèrent le 20 mai 1927 et s'achevèrent le 24 février 1931. Ils furent réalisés par une entreprise américaine d'après des plans dessinés par une équipe d'ingénieurs cubains dirigés par Manuel A. Coroalles.
La section transversale de la route a une largeur de 6,30 m dans les zones rurales et de 8,09 m dans les villes et les villages traversés. Le revêtement, de grande qualité, est constitué d'une dalle de béton de 15 cm d'épaisseur au centre et 22 cm sur les bords. La dalle est entièrement recouverte par une couche d'asphalte de 5 cm. Des pavés ont aussi été utilisés aux carrefours. Les voies ferrées sont traversées au moyen de passage souterrains et la plus forte pente a été fixée à 5 %. On compte 536 ponts sur le parcours de la Carretera Central, dont 486 en béton armé, 15 en acier et 35 d'autres types.
La Carretera Central eut une grande valeur économique sous les gouvernements de Machado et de Fulgencio Batista en facilitant le transport plus rapide de la canne à sucre et des liaisons inter-province plus efficaces, puisqu'elle relie toutes les villes principales de l'île, à l'exception de Cienfuegos.

## Tracé
La route traverse 14 des 15 provinces de l'île et dessert les capitales provinciales de ces dernières (à l'exception de la province de Cienfuegos), ainsi que 63 des 168 municipalités.
| Localité                     | Municipalité | Province         |
| ---------------------------- | --- | ---------------- |
| La Fe                        | Sandino | Pinar del Río    |
| Sandino                      | Sandino | Pinar del Río    |
| San Julián                   | Sandino | Pinar del Río    |
| Isabel Rubio                 | Guane | Pinar del Río    |
| Sábalo                       | Guane | Pinar del Río    |
| San Juan y Martínez          | San Juan y Martínez | Pinar del Río    |
| Río Seco                     | San Juan y Martínez | Pinar del Río    |
| Santa María                  | San Luis | Pinar del Río    |
| Pinar del Río                | Pinar del Río | Pinar del Río    |
| Consolación del Sur          | Consolación del Sur | Pinar del Río    |
| Entronque de Herradura       | Consolación del Sur | Pinar del Río    |
| San Diego de los Baños       | Los Palacios | Pinar del Río    |
| Los Palacios                 | Los Palacios | Pinar del Río    |
| Santa Cruz de los Pinos      | San Cristóbal | Artemisa         |
| San Cristóbal                | San Cristóbal | Artemisa         |
| Candelaria                   | Candelaria | Artemisa         |
| Las Mangas                   | Artemisa | Artemisa         |
| Artemisa                     | Artemisa | Artemisa         |
| Guanajay                     | Guanajay | Artemisa         |
| Caimito                      | Caimito | Artemisa         |
| Bauta                        | Bauta | Artemisa         |
| La Havane                    | La CC traverse les municipalités de : La Lisa, Marianao, Cerro, Centro Habana, Regla, San Miguel del Padrón et Cotorro. | La Havane        |
| Jamaica                      | San José de las Lajas                                                                                                   | Mayabeque        |
| San José de las Lajas        | San José de las Lajas                                                                                                   | Mayabeque        |
| Catalina de Güines           | Güines | Mayabeque        |
| Madruga                      | Madruga | Mayabeque        |
| Ceiba Mocha                  | Matanzas | Matanzas         |
| Matanzas                     | Matanzas | Matanzas         |
| Guanábana                    | Matanzas | Matanzas         |
| Limonar                      | Limonar | Matanzas         |
| Coliseo                      | Jovellanos | Matanzas         |
| Jovellanos                   | Jovellanos | Matanzas         |
| Perico                       | Perico | Matanzas         |
| Sergio González              | Colón | Matanzas         |
| Colón                        | Colón | Matanzas         |
| Agüica                       | Colón | Matanzas         |
| Los Arabos                   | Los Arabos | Matanzas         |
| San Pedro de Mayabón         | Los Arabos | Matanzas         |
| Cascajal                     | Santo Domingo | Villa Clara      |
| Modrazo                      | Santo Domingo | Villa Clara      |
| Manacas                      | Santo Domingo | Villa Clara      |
| George Washington            | Santo Domingo | Villa Clara      |
| Santo Domingo                | Santo Domingo | Villa Clara      |
| Veintiseis de Julio          | Santo Domingo | Villa Clara      |
| Jicotea                      | Ranchuelo | Villa Clara      |
| Esperanza                    | Ranchuelo | Villa Clara      |
| Antón Díaz                   | Santa Clara | Villa Clara      |
| Santa Clara                  | Santa Clara | Villa Clara      |
| Manajanabo                   | Placetas | Villa Clara      |
| Falcón                       | Placetas | Villa Clara      |
| Placetas                     | Placetas | Villa Clara      |
| Oyo de Agua                  | Placetas | Villa Clara      |
| Cabaiguán                    | Cabaiguán | Sancti Spíritus  |
| Guayos                       | Cabaiguán | Sancti Spíritus  |
| Sancti Spíritus              | Sancti Spíritus | Sancti Spíritus  |
| El Majá                      | Jatibonico | Sancti Spíritus  |
| Jatibonico                   | Jatibonico | Sancti Spíritus  |
| Majagua                      | Majagua | Ciego de Ávila   |
| Guayacanes                   | Majagua | Ciego de Ávila   |
| Jicotea                      | Ciego de Ávila | Ciego de Ávila   |
| Ciego de Ávila               | Ciego de Ávila | Ciego de Ávila   |
| Colorado                     | Baraguá | Ciego de Ávila   |
| Gaspar                       | Baraguá | Ciego de Ávila   |
| Piedrecitas                  | Carlos Manuel de Céspedes                                                                                               | Camagüey         |
| Carlos Manuel de Céspedes    | Carlos Manuel de Céspedes                                                                                               | Camagüey         |
| Florida                      | Florida | Camagüey         |
| La Vallita                   | Florida | Camagüey         |
| Camagüey                     | Camagüey | Camagüey         |
| Vidot                        | Jimaguayú | Camagüey         |
| Ignacio                      | Jimaguayú | Camagüey         |
| Siboney                      | Sibanicú | Camagüey         |
| Sibanicú                     | Sibanicú | Camagüey         |
| Cascorro                     | Guáimaro | Camagüey         |
| Martí                        | Guáimaro | Camagüey         |
| Guáimaro                     | Guáimaro | Camagüey         |
| Jobabito                     | Las Tunas | Las Tunas        |
| Bartle                       | Las Tunas | Las Tunas        |
| Las Tunas                    | Las Tunas | Las Tunas        |
| Calixto                      | Majibacoa | Las Tunas        |
| Gaston                       | Majibacoa | Las Tunas        |
| Las Parras                   | Majibacoa | Las Tunas        |
| Buenaventura                 | Calixto García | Holguín          |
| Las Calabazas                | Calixto García | Holguín          |
| Yareyal                      | Holguín | Holguín          |
| Holguín                      | Holguín | Holguín          |
| Aéroport Frank País          | Holguín | Holguín          |
| Cacocum                      | Cacocum | Holguín          |
| Limpio Chiquito              | Cacocum | Holguín          |
| Cauto Cristo                 | Cauto Cristo | Granma           |
| Babiney                      | Jiguaní | Granma           |
| Bayamo                       | Bayamo | Granma           |
| Santa Rita                   | Jiguaní | Granma           |
| Jiguaní                      | Jiguaní | Granma           |
| Baire                        | Contramaestre | Santiago de Cuba |
| Contramaestre                | Contramaestre | Santiago de Cuba |
| Guaninao                     | Contramaestre | Santiago de Cuba |
| Palma Soriano                | Palma Soriano | Santiago de Cuba |
| La Clarita                   | Palma Soriano | Santiago de Cuba |
| El Cobre                     | Santiago de Cuba | Santiago de Cuba |
| Santiago de Cuba             | Santiago de Cuba | Santiago de Cuba |
| El Cristo                    | Santiago de Cuba | Santiago de Cuba |
| Dos Caminos                  | San Luis | Santiago de Cuba |
| Alto Songo                   | Songo-La Maya | Santiago de Cuba |
| La Maya                      | Songo-La Maya | Santiago de Cuba |
| Yerba de Guinea              | Songo-La Maya | Santiago de Cuba |
| Niceto Pérez                 | Niceto Pérez | Guantánamo       |
| Guantánamo                   | Guantánamo | Guantánamo       |
| Aéroport Grajales / Paraguay | Guantánamo | Guantánamo       |
| Maqueicito                   | Manuel Tames | Guantánamo       |
| Yateritas                    | San Antonio del Sur | Guantánamo       |
| Tortuguilla                  | San Antonio del Sur | Guantánamo       |
| Baitiquiri                   | San Antonio del Sur | Guantánamo       |
| San Antonio del Sur          | San Antonio del Sur | Guantánamo       |
| Imías                        | Imías | Guantánamo       |
| Cajobabo                     | Imías | Guantánamo       |
| La Farola (viaduc)           | Imías | Guantánamo       |
| Sabanilla                    | Baracoa | Guantánamo       |
| Cabacú                       | Baracoa | Guantánamo       |
| Baracoa                      | Baracoa | Guantánamo       |

## Source
- (en) Cet article est partiellement ou en totalité issu de l’article de Wikipédia en anglais intitulé « Carretera Central » (voir la liste des auteurs).